# Caçadors de paraules

Careta del programa

Caçadors de Paraules és un programa de televisió de TV3 estrenat el 2007. Parla sobre la llengua catalana, el seu ús als diversos llocs on es parla (Catalunya, el País Valencià, les Illes Balears, L'Alguer, Catalunya Nord, etc.) i les paraules que té, «un dels èxits més destacats de TV3». A l'estrenar va liderar l'audiència amb 24,8%.
Roger de Gràcia, el presentador d'aquest programa, ens mostra milers de paraules provinents de diferents llocs o grups, però totes relacionades per la mateixa llengua.
El periodista entrevista des de gent jove fins a persones de més edat, passant per grans ciutats i també pels pobles més petits i amagats que ens ofereixen les paraules més estranyes i rebuscades que un es pot imaginar, en Roger aconsegueix, a través de programes entretinguts, difondre cultura i educació d'una manera divertida i enginyosa.
El cantant Quimi Portet col·labora al programa interpretant el paper de El Mestre, a qui el Roger de Gràcia acudeix al final de cada programa per tal que li resolgui els seus dubtes existencials sobre les paraules.
A partir d'aquest programa, s'ha fet els llibres Caçadors de Paraules i Més Caçadors de Paraules. i una versió en aranès Caçaires de paraules.